# Sibine norans
Sibine norans är en fjärilsart som beskrevs av Dyar 1927. Sibine norans ingår i släktet Sibine och familjen snigelspinnare. Inga underarter finns listade i Catalogue of Life.